# 川崎アプローチ線
川崎アプローチ線（かわさきアプローチせん）は、川崎市が川崎駅 - 浜川崎駅間に建設を計画している鉄道路線。川崎市が主体となり建設をするとされているが、事業主体など詳細については検討中である。
東日本旅客鉄道（JR東日本）は2014年（平成26年）時点で実現は困難としている。

## 概要
神奈川口構想（首都圏第3空港構想）や経済の地盤沈下が激しい臨海部の再生などの一つとして東海道貨物線の旅客化と共に検討されている。2000年（平成12年）1月に国土交通省が作成した「東京圏における高速鉄道を中心とする交通網の整備に関する基本計画」（運輸政策審議会答申第18号）において、「今後整備について検討すべき路線」（目標年次は2015年）として示された。
南武線（浜川崎支線）や東海道貨物線を利用し、川崎駅と浜川崎駅を直結する。経路的にも用地的にも1972年（昭和47年）に廃止された川崎駅 - 浜川崎駅間の東海道本線貨物支線の復活・旅客線化に近い。
川崎市総合企画局臨海部国際戦略室の担当者は2012年（平成24年）の時点で、実現の可否も含めた検討が始まっているが具体的な内容はまだなく、実現するとしてもかなり先（最低でも10年以上）であると取材に対して答えている。
神奈川県鉄道輸送力増強促進会議（県知事・県内全市町村長・商工会議所会頭・商工連合会会頭などが構成メンバー）は南武支線の川崎駅乗り入れを継続的にJR東日本に要望している。JR側は「新規設備を多く要すること」、「南武線列車の運行本数確保に影響がでること」、「需要見込みが不透明であること」を理由に、現時点（2014〈平成26〉年度時点）では実現が困難であるが、関係自治体と連携し検討を進めたい、としている。
構想に含まれていた既存区間への新設駅のうち、仮称だった「小田栄駅」は2015年（平成27年）9月24日に正式に駅名が「小田栄」に決定し、JR東日本と川崎市が協力した「戦略的新駅」として2016年（平成28年）3月26日に開業した。

## 駅一覧
新八丁畷駅は仮称。
川崎駅 - 新八丁畷駅 - 川崎新町駅 - 小田栄駅 - 浜川崎駅（ - 塩浜駅）